# Killylea
Killylea (Coillidh Léith in gaelico irlandese) è un villaggio dell'Irlanda del Nord, situato nella contea di Armagh.